# Матеус Яковеллі
Матеус Яковеллі (порт. Matheus Iacovelli, нар. 13 березня 1998, Ріо-де-Жанейро) — бразильський футболіст, що грає на позиції нападника.

## Кар'єра
Вихованець клубу «Палмейрас». 21 травня 2017 року дебютував за нього у Серії А в грі проти «Шапекоенсе» (0:1), а вже влітку того ж року перейшов до португальського клубу «Ештуріл-Прая». Не зігравши за нову команду жодного матчу, ще до закриття трансферного вікна бразилець був відданий в оренду в клуб другого за рівнем дивізіону Португалії «Реал» (Келуш), де до лютого зіграв 2 матчі, після чого також на правах оренди по року виступав у бразильських клубах «Парана» та «Операріо-МС».
На початку 2020 року став гравцем «Львова». За «синьо-золотих» до кінця сезону нападник провів 13 матчів у вищому дивізіоні і забив 2 голи, після чого покинув команду у статусі вільного агента.